# Замошье (Бокситогорский район)
Замошье — деревня в Самойловском сельском поселении Бокситогорского района Ленинградской области.

## История
БОЛЬШОЕ ЗАМОШЬЕ и МАЛОЕ ЗАМОШЬЕ — деревни Новельского общества, прихода погоста Лучна

Большое: Крестьянских дворов — 7. Строений — 27, в том числе жилых — 11. Малое: Крестьянских дворов — 3. Строений — 9, в том числе жилых — 4. 

Число жителей по семейным спискам 1879 г.: 36 м. п., 34 ж. п.; по приходским сведениям 1879 г.: 28 м. п., 29 ж. п.

В конце XIX — начале XX века деревня административно относилась к Обринской волости 5-го земского участка 3-го стана Тихвинского уезда Новгородской губернии.

БОЛЬШОЕ ЗАМОШЬЕ — деревня Новельского общества, число дворов — 9, число домов — 17, число жителей: 31 м. п., 29 ж. п.; Занятия жителей: земледелие. Озеро. Часовня.

МАЛОЕ ЗАМОШЬЕ — деревня Новельского общества, число дворов — 5, число домов — 8, число жителей: 14 м. п., 11 ж. п.; Занятия жителей: земледелие. Озеро. (1910 год)

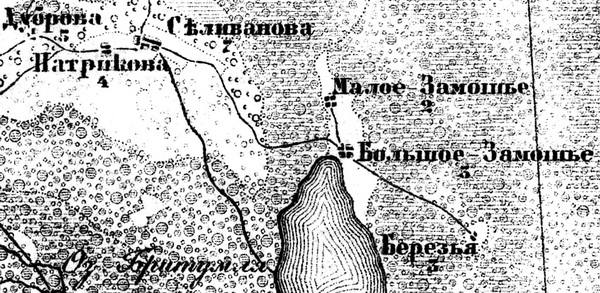
Деревня Замошье на карте 1917 года

Согласно военно-топографической карте Новгородской губернии издания 1917 года, деревня состояла из двух частей: Большое Замошье, которая насчитывала 3 крестьянских двора и Малое Замошье, из 2 дворов.
С 1917 по 1918 год деревня входила в состав Обринской волости Тихвинского уезда Новгородской губернии.
С 1918 года, в составе Череповецкой губернии.
С 1924 года, в составе Пикалёвской волости.
С 1927 года, в составе Самойловского сельсовета Пикалёвского района.
С 1932 года, в составе Ефимовского района.
По данным 1933 года деревни Большое Замошье и Малое Замошье входили в состав Самойловского сельсовета Ефимовского района.
В 1950 году население деревни составляло 185 человек.
С 1952 года, в составе Бокситогорского района.
С 1954 года, в составе Анисимовского сельсовета.
С 1963 года, вновь в составе Ефимовского района.
С 1965 года вновь в составе Бокситогорского района. В 1965 году население деревни составляло 84 человека.
По данным 1966, 1973 и 1990 годов деревня Замошье также входила в состав Самойловского сельсовета.
В 1997 году в деревне Замошье Самойловской волости проживали 5 человек, в 2002 году — постоянного населения не было.
В 2007 году в деревне Замошье Самойловского СП также не было постоянного населения, в 2010 году проживали 4 человека.

## География
Деревня расположена в западной части района на автодороге 41К-296 (подъезд к дер. Селиваново и Замошье).
Расстояние до административного центра поселения — 8 км.
Расстояние до ближайшей железнодорожной платформы Обринский на линии Волховстрой I — Вологда — 5 км. 
Деревня находится на восточном берегу озера Бритомля.

## Демография
| 1997 | 2002 | 2007 | 2010 | 2017 |
| ---- | ---- | ---- | ---- | ---- |
| 5    | ↘0   | →0   | ↗4   | ↗11  |